# Wereldkampioenschappen schaatsen afstanden 1999
De wereldkampioenschappen afstanden 1999 op de schaats werden van vrijdag 12 tot en met zondag 14 maart gehouden in de schaatshal Thialf in Heerenveen, Nederland.
Het was het vierde kampioenschap WK afstanden.

## Schema
Het toernooi werd verreden volgens onderstaand programma.
| Datum                  | Onderdeel                                                                                               |
| ---------------------- | --- |
| vrijdag 12 maart 1999  | 5000 meter mannen 500 meter vrouwen 1e run 500 meter vrouwen 2e run 3000 meter vrouwen                  |
| zaterdag 13 maart 1999 | 500 meter mannen 1e run 500 meter mannen 2e run 1500 meter mannen 1000 meter vrouwen 5000 meter vrouwen |
| zondag 14 maart 1999   | 1000 meter mannen 10.000 meter mannen 1500 meter vrouwen                                                |

## 500 meter mannen
| #      | Schaatser           | Land      | Tijd   | 1e 500m    | 2e 500m    |
| ------ | ------------------- | --------- | ------ | ---------- | ---------- |
| Goud   | Hiroyasu Shimizu    | Japan     | 70,690 | 35,43 (1)  | 35,26 (1)  |
| Zilver | Erben Wennemars     | Nederland | 71,380 | 35,61 (3)  | 35,77 (3)  |
| Brons  | Jakko Jan Leeuwangh | Nederland | 71,830 | 35,81 (4)  | 36,02 (7)  |
| 4      | Ermanno Ioriatti    | Italië    | 71,970 | 35,87 (6)  | 36,10 (8)  |
| 5      | Grunde Njøs         | Noorwegen | 71,990 | 36,12 (9)  | 35,87 (4)  |
| 6      | Pawel Abratkiewicz  | Polen     | 72,160 | 36,17 (11) | 35,99 (6)  |
| 7      | Tomasz Swist        | Polen     | 72,180 | 35,84 (5)  | 36,34 (12) |
| 8      | Junichi Inoue       | Japan     | 72,250 | 36,13 (10) | 36,12 (9)  |
| 9      | Mike Ireland        | Canada    | 72,430 | 36,31 (13) | 36,12 (9)  |
| 10     | Yukinori Miyabe     | Japan     | 72,440 | 36,57 (16) | 35,87 (4)  |
| =      | Janne Hänninen      | Finland   | 72,440 | 36,08 (8)  | 36,36 (13) |

## 1000 meter mannen
| #      | Schaatser           | Land      | Tijd    |
| ------ | ------------------- | --------- | ------- |
| Goud   | Jan Bos             | Nederland | 1.10,41 |
| Zilver | Hiroyasu Shimizu    | Japan     | 1.10,75 |
| Brons  | Jakko Jan Leeuwangh | Nederland | 1.10,79 |
| 4      | Erben Wennemars     | Nederland | 1.11,02 |
| 5      | Pawel Abratkiewicz  | Polen     | 1.11,26 |
| 6      | Jason Parker        | Canada    | 1.11,52 |
| 7      | Christian Breuer    | Duitsland | 1.11,57 |
| 8      | Ådne Søndrål        | Noorwegen | 1.11,61 |
| 9      | Grunde Njøs         | Noorwegen | 1.12,03 |
| 10     | Dino Gillarduzzi    | Italië    | 1.12,10 |

## 1500 meter mannen
| #      | Schaatser        | Land      | Tijd    |
| ------ | ---------------- | --------- | ------- |
| Goud   | Ids Postma       | Nederland | 1.47,92 |
| Zilver | Ådne Søndrål     | Noorwegen | 1.48,25 |
| Brons  | Rintje Ritsma    | Nederland | 1.49,28 |
| 4      | Cédric Kuentz    | Frankrijk | 1.49,39 |
| 5      | Steven Elm       | Canada    | 1.49,84 |
| 6      | Vadim Sajoetin   | Rusland   | 1.49,96 |
| 7      | Roberto Sighel   | Italië    | 1.50,21 |
| 8      | Kevin Marshall   | Canada    | 1.50,37 |
| 9      | Christian Breuer | Duitsland | 1.50,38 |
| 10     | Yusuke Imai      | Japan     | 1.50,42 |
| =      | Eskil Ervik      | Noorwegen | 1.50,42 |

## 5000 meter mannen
| #      | Schaatser        | Land      | Tijd    |
| ------ | ---------------- | --------- | ------- |
| Goud   | Gianni Romme     | Nederland | 6.29,39 |
| Zilver | Bart Veldkamp    | België    | 6.29,75 |
| Brons  | Bob de Jong      | Nederland | 6.29,88 |
| 4      | Eskil Ervik      | Noorwegen | 6.30,28 |
| 5      | Frank Dittrich   | Duitsland | 6.32,72 |
| 6      | Vadim Sajoetin   | Rusland   | 6.33,61 |
| 7      | Roberto Sighel   | Italië    | 6.34,22 |
| 8      | Keiji Shirahata  | Japan     | 6.35,73 |
| 9      | Uwe Tonat        | Duitsland | 6.35,98 |
| 10     | René Taubenrauch | Duitsland | 6.36,86 |

## 10.000 meter mannen
| #      | Schaatser        | Land      | Tijd     |
| ------ | ---------------- | --------- | -------- |
| Goud   | Bob de Jong      | Nederland | 13.26,61 |
| Zilver | Gianni Romme     | Nederland | 13.29,83 |
| Brons  | Frank Dittrich   | Duitsland | 13.30,22 |
| 4      | Vadim Sajoetin   | Rusland   | 13.32,78 |
| 5      | Bart Veldkamp    | België    | 13.37,22 |
| 6      | Brigt Rykkje     | Noorwegen | 13.37,34 |
| 7      | René Taubenrauch | Duitsland | 13.46,33 |
| 8      | Lasse Sætre      | Noorwegen | 13.48,66 |
| 9      | Kjell Storelid   | Noorwegen | 13.49,77 |
| 10     | Uwe Tonat        | Duitsland | 13.55,37 |

## 500 meter vrouwen
| #      | Schaatser            | Land      | Tijd    | 1e 500m    | 2e 500m    |
| ------ | -------------------- | --------- | ------- | ---------- | ---------- |
| Goud   | Catriona LeMay-Doan  | Canada    | 1.16,87 | 38,48 (2)  | 38,39 (1)  |
| Zilver | Svetlana Zjoerova    | Rusland   | 1.16,93 | 38,04 (1)  | 38,89 (4)  |
| Brons  | Tomomi Okazaki       | Japan     | 1.17,26 | 38,62 (4)  | 38,64 (3)  |
| Brons  | Marianne Timmer      | Nederland | 1.17,26 | 38,69 (5)  | 38,57 (2)  |
| 5      | Monique Garbrecht    | Duitsland | 1.17,76 | 38,59 (3)  | 39,17 (7)  |
| 6      | Sabine Völker        | Duitsland | 1.17,84 | 38,84 (6)  | 39,00 (5)  |
| 7      | Mayumi Kagawa        | Japan     | 1.17,98 | 38,97 (7)  | 39,01 (6)  |
| 8      | Eriko Sanmiya        | Japan     | 1.18,42 | 39,14 (8)  | 39,28 (9)  |
| 9      | Chiara Simionato     | Italië    | 1.18,54 | 39,34 (11) | 39,20 (8)  |
| 10     | Edel Therese Høiseth | Noorwegen | 1.18,80 | 39,19 (9)  | 39,61 (11) |

## 1000 meter vrouwen
| #      | Schaatser            | Land      | Tijd    |
| ------ | -------------------- | --------- | ------- |
| Goud   | Marianne Timmer      | Nederland | 1.16,21 |
| Zilver | Monique Garbrecht    | Duitsland | 1.16,75 |
| Brons  | Catriona LeMay-Doan  | Canada    | 1.16,97 |
| 4      | Sabine Völker        | Duitsland | 1.17,04 |
| 5      | Aki Tonoike          | Japan     | 1.17,74 |
| 6      | Annamarie Thomas     | Nederland | 1.18,05 |
| 7      | Tomomi Okazaki       | Japan     | 1.18,39 |
| 8      | Svetlana Zjoerova    | Rusland   | 1.18,41 |
| 9      | Edel Therese Høiseth | Noorwegen | 1.18,50 |
| 10     | Chiara Simionato     | Italië    | 1.18,61 |

## 1500 meter vrouwen
| #      | Schaatser                | Land             | Tijd    |
| ------ | ------------------------ | ---------------- | ------- |
| Goud   | Emese Hunyady            | Oostenrijk       | 1.58,29 |
| Zilver | Gunda Niemann-Stirnemann | Duitsland        | 1.58,43 |
| Brons  | Tonny de Jong            | Nederland        | 1.59,17 |
| 4      | Claudia Pechstein        | Duitsland        | 1.59,46 |
| 5      | Annamarie Thomas         | Nederland        | 1.59,51 |
| 6      | Varvara Barysjeva        | Rusland          | 2.00,42 |
| 7      | Jennifer Rodriguez       | Verenigde Staten | 2.00,59 |
| 8      | Maki Tabata              | Japan            | 2.00,71 |
| 9      | Marieke Wijsman          | Nederland        | 2.02,28 |
| 10     | Chiara Simionato         | Italië           | 2.02,39 |

## 3000 meter vrouwen
| #      | Schaatser                | Land             | Tijd    |
| ------ | ------------------------ | ---------------- | ------- |
| Goud   | Gunda Niemann-Stirnemann | Duitsland        | 4.04,88 |
| Zilver | Claudia Pechstein        | Duitsland        | 4.07,49 |
| Zilver | Tonny de Jong            | Nederland        | 4.07,49 |
| 4      | Barbara de Loor          | Nederland        | 4.09,93 |
| 5      | Carla Zijlstra           | Nederland        | 4.12,26 |
| 6      | Maki Tabata              | Japan            | 4.12,72 |
| 7      | Emese Hunyady            | Oostenrijk       | 4.12,75 |
| 8      | Jennifer Rodriguez       | Verenigde Staten | 4.13,79 |
| 9      | Ulrike Adeberg           | Duitsland        | 4.15,45 |
| 10     | Svetlana Bazjanova       | Rusland          | 4.15,86 |

## 5000 meter vrouwen
| #      | Schaatser                | Land      | Tijd    |
| ------ | ------------------------ | --------- | ------- |
| Goud   | Gunda Niemann-Stirnemann | Duitsland | 7.01,88 |
| Zilver | Claudia Pechstein        | Duitsland | 7.04,24 |
| Brons  | Tonny de Jong            | Nederland | 7.05,16 |
| 4      | Carla Zijlstra           | Nederland | 7.11,93 |
| 5      | Barbara de Loor          | Nederland | 7.13,39 |
| 6      | Maki Tabata              | Japan     | 7.15,54 |
| 7      | Eriko Seo                | Japan     | 7.19,87 |
| 8      | Cindy Overland           | Canada    | 7.22,78 |
| 9      | Ulrike Adeberg           | Duitsland | 7.23,39 |
| 10     | Yayoi Nagaoka            | Japan     | 7.25,44 |

## Medaillespiegel
| Plaats | Land       | Goud | Zilver | Brons | Totaal |
| 1      | Nederland  | 5    | 3      | 7     | 15     |
| 2      | Duitsland  | 2    | 4      | 1     | 7      |
| 3      | Japan      | 1    | 1      | 1     | 3      |
| 4      | Canada     | 1    | 0      | 1     | 2      |
| 5      | Oostenrijk | 1    | 0      | 0     | 1      |
| 6      | België     | 0    | 1      | 0     | 1      |
| 7      | Noorwegen  | 0    | 1      | 0     | 1      |
| 8      | Rusland    | 0    | 1      | 0     | 1      |
| Totaal | Totaal     | 10   | 10     | 10    | 30     |